# Mara Rocha

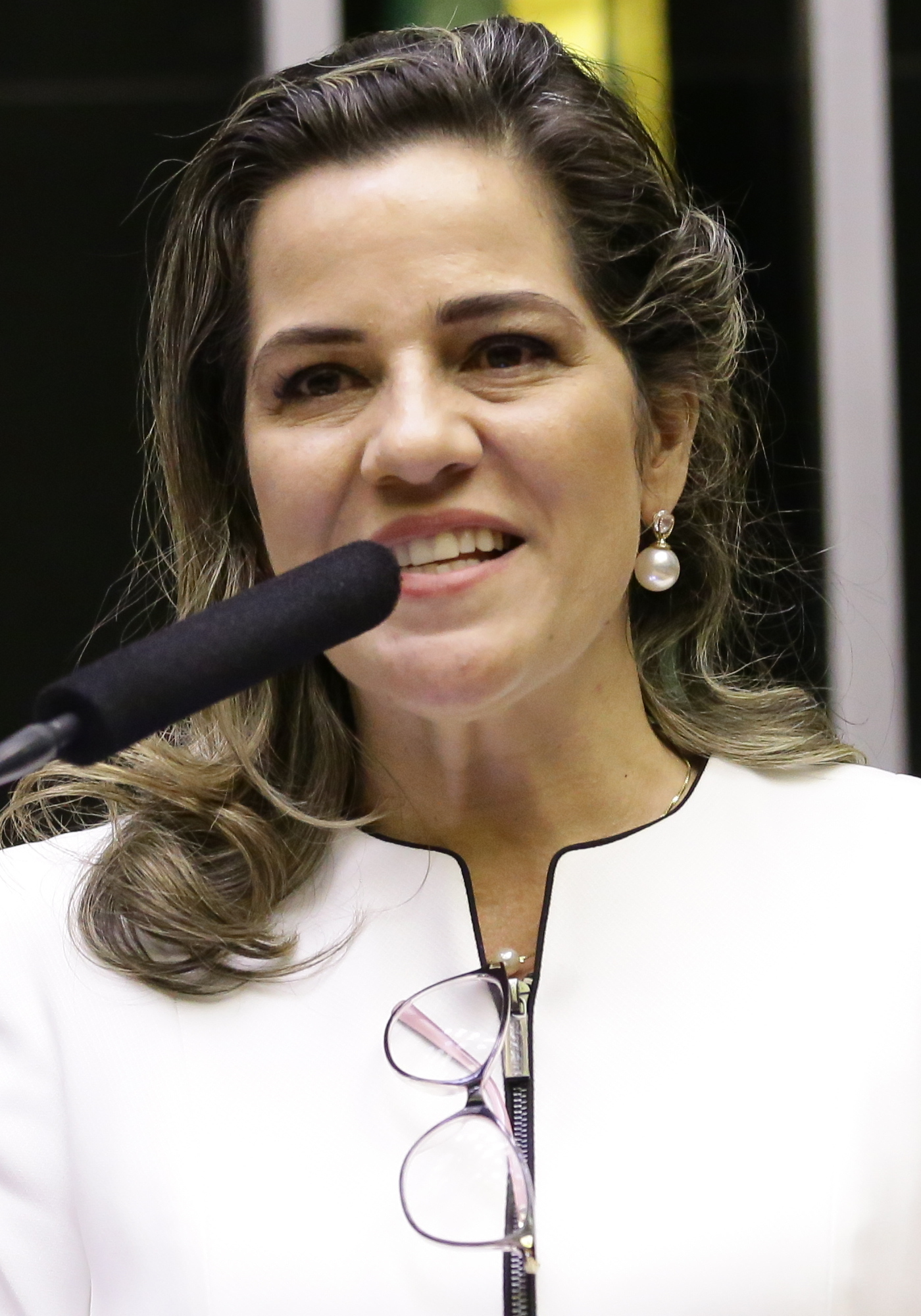
Mara Rocha (2019)

Cylmara Fernandes da Rocha Gripp, bekannt als Mara Rocha, (* 4. September 1973 in Rio Branco) ist eine brasilianische Politikerin und Unternehmerin aus dem Bundesstaat Acre. Sie ist Mitglied des Movimento Democrático Brasileiro (MDB).

## Politische Laufbahn
Rocha war 2015 in den Partido da Social Democracia Brasileira (PSDB) eingetreten, wechselte jedoch 2022 zum Movimento Democrático Brasileiro.
Bei den  Wahlen in Brasilien 2018 wurde sie mit 40.047 der gültigen Stimmen zur Bundesabgeordneten ihres Heimatstaates für die 56. Legislaturperiode in die Abgeordnetenkammer des Nationalkongresses gewählt.
2020 machte sie den Gesetzesvorschlag, Teilen des Nationalparks Serra do Divisor den Naturschutzstatus abzuerkennen, um den Waldschlag für die Verlängerung der BR-364 zwischen und Cruzeiro do Sul (Acre) und Pucallpa (Peru) zu ermöglichen.
Innerhalb des Abgeordnetenhauses gehört sie der Bancada ruralista (Landwirtschaftsfraktion), einer einem Caucus ähnlichen Lobbyistengruppe, und der Bancada BBB, „Bancada do Boi, Bíblia e Bala“ (zu deutsch Fraktion der Bullen, Bibel und Blei oder BBB-Fraktion), an.
Ihr Bruder ist der seit 2019 amtierende Vizegouverneur von Acre Wherles Fernandes da Rocha, bekannt als Major Rocha, Mitglied der União Brasil (UNIÃO), früher des Partido Social Liberal (PSL).
Für den MDB wurde sie für die Gouverneurswahlen in Brasilien 2022 als Kandidatin für das Amt als Gouverneurin für Acre aufgestellt, unterlag aber dem wiedergewählten Gouverneur Gladson Cameli. Sie erreichte mit 47.173 oder 11,06 % der gültigen Stimmen den dritten Platz.